# Cecil Chao Sze-tsung
Cecil Chao Sze-tsung, alternative Schreibweise Chao Sze-Tsung (chinesisch 趙世曾 / 赵世曾, Pinyin Zhào Shìzēng, Jyutping Ziu6 Sai3zang1; * 1936 in Shanghai), ist ein chinesischer Architekt, Unternehmer und Milliardär in Hongkong. Er gilt als Immobilientycoon und Playboy.

## Leben
Cecil Chao Sze-tsung studierte Architektur an der University of Durham in England. Er gründete die Cheuk Nang (Holdings) Limited und arbeitete im Bauamt Hongkongs. Seit 1988 ist er Executive Chairman der Cheuk Nang Holdings Ltd. und der Yan Yin Company Limited sowie Mitglied der Leitungsgremien weiterer Firmen wie der Enew Media Group und der Enm Holdings Ltd. Er war über Jahrzehnte Leiter der Hong Kong Real Estate Developers’ Association und erhielt 2004 die Auszeichnung World Outstanding Chinese. Die U.S. Morrison University verlieh ihm die Ehrendoktorwürde.
Privat gilt der Sohn eines reichen Reeders Chao Sze-tsung als notorischer Schwerenöter, der verschiedene Geliebte und mit diesen auch Kinder hatte, aber niemals heiratete. Auf Time online wurde er als hongkongspezifische Kombination von Hugh Hefner und Donald Trump charakterisiert.

## Preis für erfolgreichen Schwiegersohn
Chao Sze-tungs älteste Tochter Gigi Chao (趙式芝,  Zhào Shìzhì, Jyutping Ziu6 Sik1zi1) ging aus einer Beziehung mit der Schauspielerin Kelly Yao Wei hervor, die u. a. im Hongkong-Actionfilm Naked Killer (1992) mitspielte. Sein Angebot, einem möglichen Ehemann seiner Tochter Gigi Chao 500 Millionen HK$ zu bezahlen, ging 2012 durch die Weltpresse. Gigi Chao ist lesbisch und hatte damals ihre langjährige Partnerin nach französischem Recht geheiratet. Presseberichten von 2013 zufolge arbeitet Sacha Baron Cohen an einem Filmprojekt, welches von dieser Geschichte inspiriert ist.
Die Affäre hat gewisse Bedeutung für den Umgang mit Homosexualität in China. Gigi Chao trat inzwischen gemeinsam mit ihrer Mutter bei Demonstrationen in Hongkong auf. In Hongkong unterstützt die Yan Fook Church, die zur evangelikalen Free Church of China gehört, die Gleichstellung homosexueller Paare.

## Rezeption
Eine Kommentatorin der South China Morning Post wies auf den Umstand hin, dass Cecil Chao Sze-tung im Gegensatz zu vielen Self-made-Millionären und -Milliardären in Hongkong seinen Reichtum in zweiter Generation geerbt habe. Angesichts der geschäftlichen Erfolge von Gigi Chao scheine es so zu sein, dass guter Geschmack und Geschäftstüchtigkeit eine Generation (Cecil) übersprungen hätten.